# Let Go (deadmau5)
Let Go è un singolo realizzato dal produttore discografico canadese deadmau5 in collaborazione con il cantautore Grabbitz, secondo estratto dall'ottavo album in studio di Zimmerman W:/2016ALBUM/.

## Descrizione
a produzione inizia quando Grabbitz realizza un bootleg vocale della traccia Silent Picture contenuta in while(1<2) quasi due settimane dopo la sua uscita originale. Zimmerman rimane impressionato dal montaggio vocale, affermando su Twitter che voleva collaborare con il cantautore (vicenda simile a quella con Chris James per The Veldt). Zimmerman produce quindi una demo di Let Go dal titolo aaddsfffsfsf nel 2015 e la carica sul suo sito web; Tuttavia, il progetto viene rivisto nel tempo e una nuova viene caricata sull'account SoundCloud di Zimmerman (prima che venisse eliminata) intitolata Blood for the Bloodgoat. La traccia continua a rimanere inedita fino a quando un fan gli ha suggerito di pubblicarla nel suo ottavo album W:/2016ALBUM/.
Nel febbraio 2017, Zimmerman lancia un contest di remix sulla piattaforma Splice per il singolo. Il primo posto del contest avrebbe vinto l'inclusione del remix nella compilation We Are Friends Vol. 6 della mau5trap, un ticket VIP per una data del Lots of Shows in a Row tour di deadmau5 e del merchandising gratuito. Il contest è poi stato vinto dal produttore messicano Nemesiz.
Più tardi, Grabbitz pubblica un'edit della traccia sulla compilation del 2017 We Are Friends, Vol. 7. Questa versione è basata sulla demo originale di Silent Picture.

## Videoclip
Un videoclip per il singolo viene pubblicato sul canale YouTube ufficiale di Zimmerman il 16 dicembre 2016. Il video mostra e promuove il Cube 2.1 di Zimmerman per il suo tour Lots of Shows in a Row. Il video è stato girato in collaborazione con TAIT Towers.

## Tracce
1. Let Go (con Grabbitz)
2. Let Go (Extended Edit)

### Remixes
1. Let Go (Nemesiz Remix)
2. Let Go (Grabbitz Edit)
3. Let Go (Eddie Remix)

## Classifiche
| Classifica                           | Posizione massima |
| ------------------------------------ | ----------------- |
| Billboard Hot Dance/Electronic Songs | 11                |